# KG Sr. Tollität Luftflotte
Die Karnevalsgesellschaft Seiner Tollität Luftflotte e. V. 1926 ist eine Traditionsgesellschaft im Kölner Karneval und ordentliches Mitglied im Festkomitee Kölner Karneval sowie Mitglied im Bund Deutscher Karneval.

## Geschichte
Im Jahr 1926 von Mitgliedern aus verschiedenen Bickendorfer Vereinen am Flughafen Butzweilerhof gegründet, bezieht sich der Name sowohl auf seine Tollität Prinz Karneval als auch auf das „Luftkreuz des Westens“ und die dort stationierte militärische Fluggeräteflotte. Zudem gab es vor dem Ersten Weltkrieg eine Karnevalsgesellschaft namens Sr. Tollität Reichsflotte, bezogen auf die Marinebegeisterung unter Kaiser Wilhelm II.
Die KG Sr. Tollität Luftflotte erhielt erst zwei Jahre später ihre erste Vereinssatzung, in der als „Zweck der Gesellschaft die Erhaltung und Belebung althergebrachter Volksfeste, Veranstaltungen geselliger Zusammenkünfte und speziell karnevalistischer Veranstaltungen“ formuliert wurde.
Als Erkennungslied der Luftflotte schrieb 1927 der österreichische Operetten- und Filmkomponist Nico Dostal den „Fliegermarsch“, dessen Melodie bis heute als Einleitung auf den Karnevalssitzungen sowie beim Ein- und Ausmarsch des Tanzcorps gespielt wird.
Die ersten Sitzungen fanden zunächst noch in kleineren Ehrenfelder und Bickendorfer Sälen statt, zogen aber sehr bald in die Ehrenfelder Rheinlandhalle um.

### Nach 1945

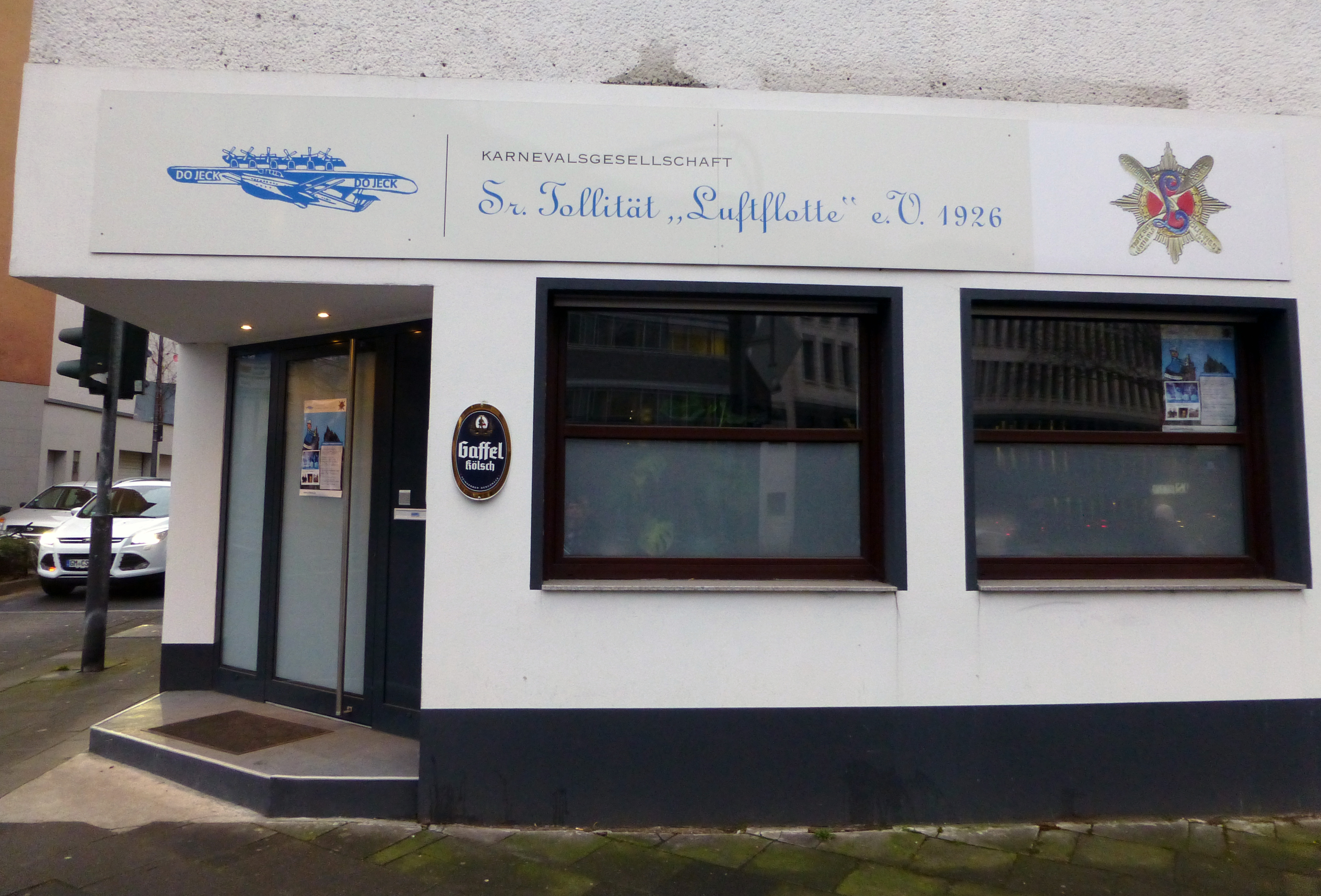
Geschäftsstelle in der Josephstraße, Köln

Nach 1945 wurde von der britischen Besatzungsarmee zunächst der Name „Luftflotte“ verboten, so dass sich die Karnevalsgesellschaft von 1947 bis 1948 „Große Karnevals-Gesellschaft Köln-West“ und 1949 „Flotte Luft“ nannte.
Die ersten Sitzungen ab 1947 fanden wieder in kleineren Kino- und Theatersälen statt. Im Jahr 1951 veranstaltete die Luftflotte die erste echte Mädchersitzung (Damensitzung) im Kölner Karneval und hat somit den Vormarsch der Frauen in den Sitzungskarneval eingeleitet, obgleich die Luftflotte eine reine Männergesellschaft ist, in der Frauen nicht Mitglied werden können.
Im Jahr 1954 ging die Luftflotte erstmals auf Tournee durch Norddeutschland. Unter dem Motto „Kornblumenblau – Eine original Kölner Karneval-Prunksitzung“ gastierte die Luftflotte mit ihrem Programm aus Büttenreden, Tanz und Musik in Braunschweig, Hannover, Neumünster, Kiel und Hamburg. Im selben Jahr reiste eine Abordnung der Luftflotte zur Gründung der 1. Köthener Karnevalsgesellschaft 1954 nach Köthen in die DDR. In den 1990er Jahren wurde der Kontakt zum Köthener Karneval wieder belebt, und 2005 trug sich eine Delegation der Luftflotte in das Goldene Buch der Stadt Köthen ein. Seit 2008 ist eine „Alaaf“-Delegation der Luftflotte regelmäßiger Gast des Großen Rates der Karnevalvereine Frankfurt bei den „Helau“-TV-Sitzungen des Hessischen Rundfunks, der offiziellen Inthronisierung des Frankfurter Prinzenpaares.
Aus den zunächst kleineren Bickendorfer Kneipen-, Kino- und Theatersälen wechselten die Veranstaltungsorte der Sitzungen bald in die innerstädtischen Festsäle, wie dem Hotel InterConti und den Sartory-Sälen. Seit einigen Jahren finden die Sessionseröffnung, die Mädchersitzung, die Prunk- und Kostümsitzung und der Karnevalistische Herrenfrühschoppen mit traditionellem Hämchenessen im Gürzenich statt. Die Sitzungen der Luftflotte wurden von ZDF (Mädchersitzung) und WDR übertragen.

## Do Jeck
In enger Verbundenheit mit der Luftfahrt und anlässlich der Landung der Do X am 21. September 1932 auf dem Rhein in Köln wurde als Vereinslogo eine schematische Darstellung des zwölfmotorigen Flugbootes Do X, des damals größten Passagierflugzeugs, gewählt, mit dem Motto „Do Jeck“.
Am 20. Mai 2006, zum Jubiläum „80 Jahre Luftfahrt in Köln“ und „80 Jahre Luftflotte“, landete unter dem Motto „Spirit Of Cologne“ eine Do 24 auf dem Rhein. Mit an Bord waren der Kölner Oberbürgermeister Fritz Schramma, Flughafendirektor Michael Garvens und für die Luftflotte Senatspräsident Klaus Wolf sowie Luftflottenpräsident Eric Bock.

## Rosenmontagszug

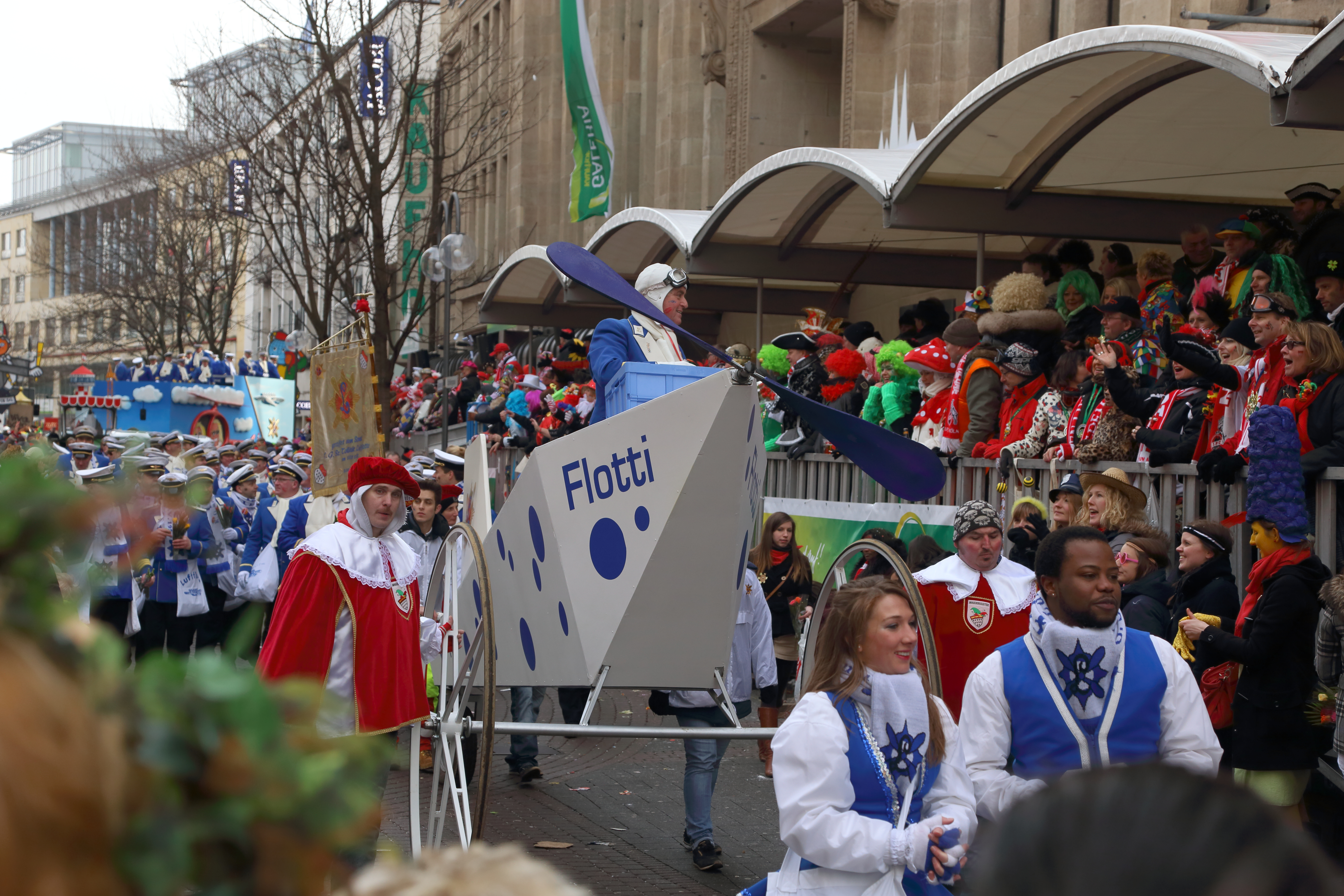
Rosenmontagszug 2013

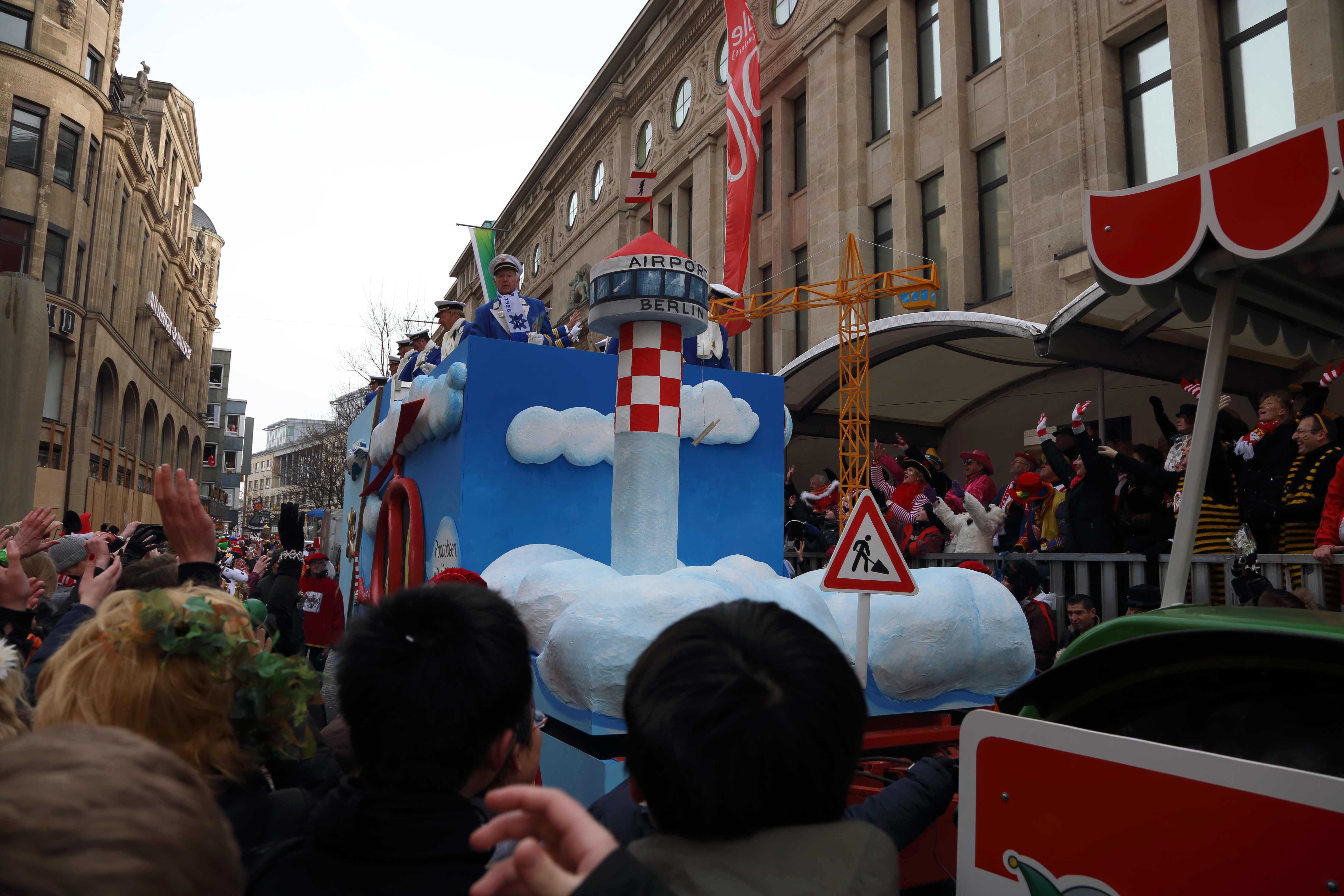
Festwagen Sr. Tollität Luftflotte

Erstmals an einem Rosenmontagszug nahm die Tollität Luftflotte am ersten Karnevalszug nach dem Ersten Weltkrieg und nach Abzug der britischen Besatzungsarmee am 31. Januar 1927 teil. Auf ihrem Wagen war die Nachbildung eines Zeppelins mit der Aufschrift „Sr. Tollität LUFTFLOTTE L 11“ zu sehen. Auf diesem Wagen fuhr der Luftschiffkapitän Ernst A. Lehmann mit, der die Schirmherrschaft über das Tanzcorps der Luftflotte übernommen hatte. Lehmann verstarb am 7. Mai 1937 an den Folgen der durch die Explosion des Luftschiffs Hindenburg erlittenen Verbrennungen.
Der Festwagen im Jahr 1997 wurde vom Karikaturisten Jürgen Tomicek gezeichnet und entworfen.
Seit 1954 ist Sr. Tollität Luftflotte auch regelmäßiger Teilnehmer an den Ehrenfelder Dienstagszügen, dem größten Veedelszoch der Stadt, und gehört neben der KG Schnüsse Tring, der KG Rheinflotte, der Bürgergarde „blau-gold“, der KG Drügge Pitter und den Ihrefelder Chinese zu dessen Trägergesellschaften.

## Dreigestirn
2008 stellte die KG Sr. Tollität Luftflotte erstmals das Kölner Dreigestirn. Rainer Herschel als Prinz Rainer I., Harald Kloiber als Bauer Harald und Thomas A. Heinen als Jungfrau Albertina.
Ein Novum in der Geschichte der Kölner Dreigestirne war, dass alle drei Regenten im selben Veedel, Köln-Lindenthal, geboren wurden. Am Veilchendienstag 2008 wurde anlässlich des 80-jährigen Bestehens des Senats dem Luftflottendreigestirn die Ehrensenatorenwürde verliehen.
Bereits in den Jahren 1976 und 1977 kamen die Bauern Stephan Ziegler und Eric Bock im Kinderdreigestirn aus den Reihen der Luftflotte.

## Senat
Der Senat der Luftflotte wurde 1928 am Butzweilerhof gegründet. Der Senat ist das finanzielle Rückgrat des Vereins und trägt wesentlich zur Förderung und zur Erfüllung der satzungsgemäßen Zwecke und des Gesellschaftslebens des Vereins bei. Dem Senat gehören 54 Senatoren sowie 21 Ehrensenatoren an. Senatspräsident ist Hanns-Jörg Westendorf (Stand 2024).

## Tanzcorps

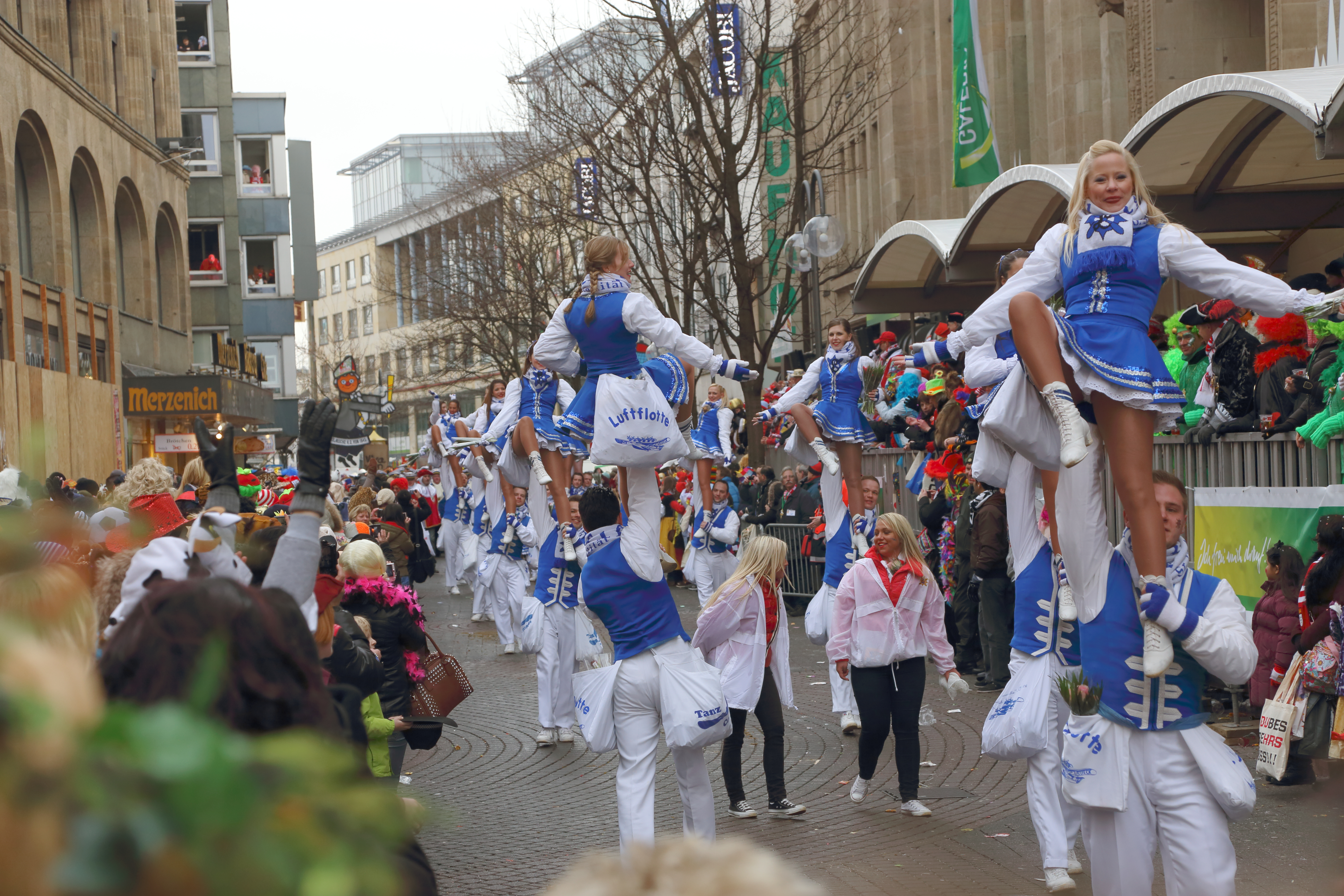
Das Tanzcorps beim Rosenmontagszug 2013

Im Jahr 1927 traten Franz Richartz als Tanzoffizier und Karl Droese als Mariechen erstmals als Tanzpaar der Luftflotte auf. Das Auftreten eines männlichen Mariechens entsprach den Vorstellungen der damaligen Zeit.
Im Jahr 1931 wurde, unter der Leitung des Ballettmeisters Karl Theo Steinbach, das Tanzcorps gegründet. Bereits in dieser Zeit wurde vom Kölner Pianisten Franz Engelskirchen der Propellertanz choreografiert.
1936 wurde dann per Verordnung der Nationalsozialisten die Darstellung des Mariechen durch das männliche Geschlecht untersagt. Das Mariechen musste von da an tatsächlich von Frauen dargestellt werden. Erstes weibliches Mariechen wurde Käthe Breuer.
1967 wurde aus der Tanzgruppe ein reines Mädchentanzkorps der „Stewardessen“, zu dem 1978 noch ein Tanzoffizier kam. Im Jahr 1988 wurde die Tanzgruppe neu formiert und es wurden wieder junge Männer ins Tanzkorps aufgenommen. Das Tanzcorps zählt zu den besten Tanzgruppen des Kölner Karnevals und wurde mehrfach mit dem Närrischen Oscar, einem Publikumspreis des Kölner Express, ausgezeichnet.

## Orden und Ehrenauszeichnungen
Neben dem alljährlichen Sessionsorden verleiht die Luftflotte seit 1986 den Großen Verdienstorden der KG Sr. Tollität Luftflotte. Dieser wird nur einmal pro Saison an eine Person verliehen, die sich um Köln oder den Karneval in besonderer Weise verdient gemacht hat. Träger des Großen Verdienstordens sind unter anderem der Kunstmaler Toni May (1987), Bernd Assenmacher, Ehrenpräsident des Festkomitees Kölner Karneval (1988), das „Ei“ Hans Zimmermann vom Colonia Duett (1994) sowie der inzwischen verstorbene Kölner Oberbürgermeister Norbert Burger (2000).
| - Jean Conin (1926–1928) - Jupp Gerlach (1929–1953) - Erich Schwender (1954–1975) | - Heinz Liehr (1973–1974) - Karl Ziegler (1976–2001) - Eric Bock (2002–2016) - Harald Kloiber (seit 2016) | Ehrenpräsidenten - Karl Ziegler - Eric Bock |

| - Bernd Assenmacher - Hubert Bloemen - Eric Bock - Reiner Calmund - Guido Cantz - Horst Eckel - Michael Garvens | - Manfred Germar - Helmut Haumann - Thomas Albert Heinen - Rainer Herschel - Wolfgang Hölzel - Ludwig Kley - Harald Kloiber | - Claus Mingers - Markus Ritterbach - Jürgen Roters - Günter Schade - Werner Spinner - Norbert Schoos |

| - Hanjo Bock (†) - Norbert Burger (†) - Josef Emgenbroich - Hans-Horst Engels (†) - Willi Fuchs - Wolfgang Keller - Karl Korn | - Franz-Josef-Latz - Karl Otterbach (†) - Mathias Pfeil - Markus Pohl - Jürgen Rüttgers - Hans Schinnen - Hans Schneider (†) | - Fritz Schramma - Josef Schwartz - Jürgen Schwender - Helmut Urbach (†) - Franz Wolf (†) - Wilfried Wolters |